# Henri Brocard
Pierre René Jean Baptiste Henri Brocard (ur. 12 maja 1845, zm. 16 stycznia 1922) – francuski meteorolog i matematyk specjalizujący się w geometrii. Jego najbardziej znanym osiągnięciem jest odkrycie właściwości nazwanych jego imieniem punktów Brocarda, okręgu Brocarda i trójkąta Brocarda.
Współczesny matematyk Nathan Court nazwał Brocarda jednym z trzech założycieli nowoczesnej geometrii trójkąta (pozostali dwaj naukowcy to Émile Lemoine i Joseph Neuberg. Brocard byłtakże honorowym członkiem International Academy of Science, otrzymał Ordre des Palmes Académiques i został oficerem Legii Honorowej.
Większość życia spędził studiując meteorologię jako oficer francuskiej marynarki, ale nie osiągnął żadnych ważniejszych odkryć w tej dziedzinie.

## Życiorys

### Wczesne lata
Pierre René Jean Baptiste Henri Brocard urodził się 12 maja 1845, w Vignot (część Commercy), w Lotaryngii. Jego rodzicami byli Elizabeth Auguste Liouville i Jean Sebastien Brocard. Jako dziecko uczęszczał do Lycée (francuski odpowiednik liceum) w Marsylii, a następnie do Lycée w Strasburgu. Po skończeniu nauki w szkole średniej rozpoczął edukację w Akademii w Strasburgu, gdzie przygotowywał się do egzaminów wstępnych do prestiżowej École Polytechnique w Paryżu. W 1865 zdał egzaminy i dostał się do paryskiej szkoły.

#### École Polytechnique i wojsko

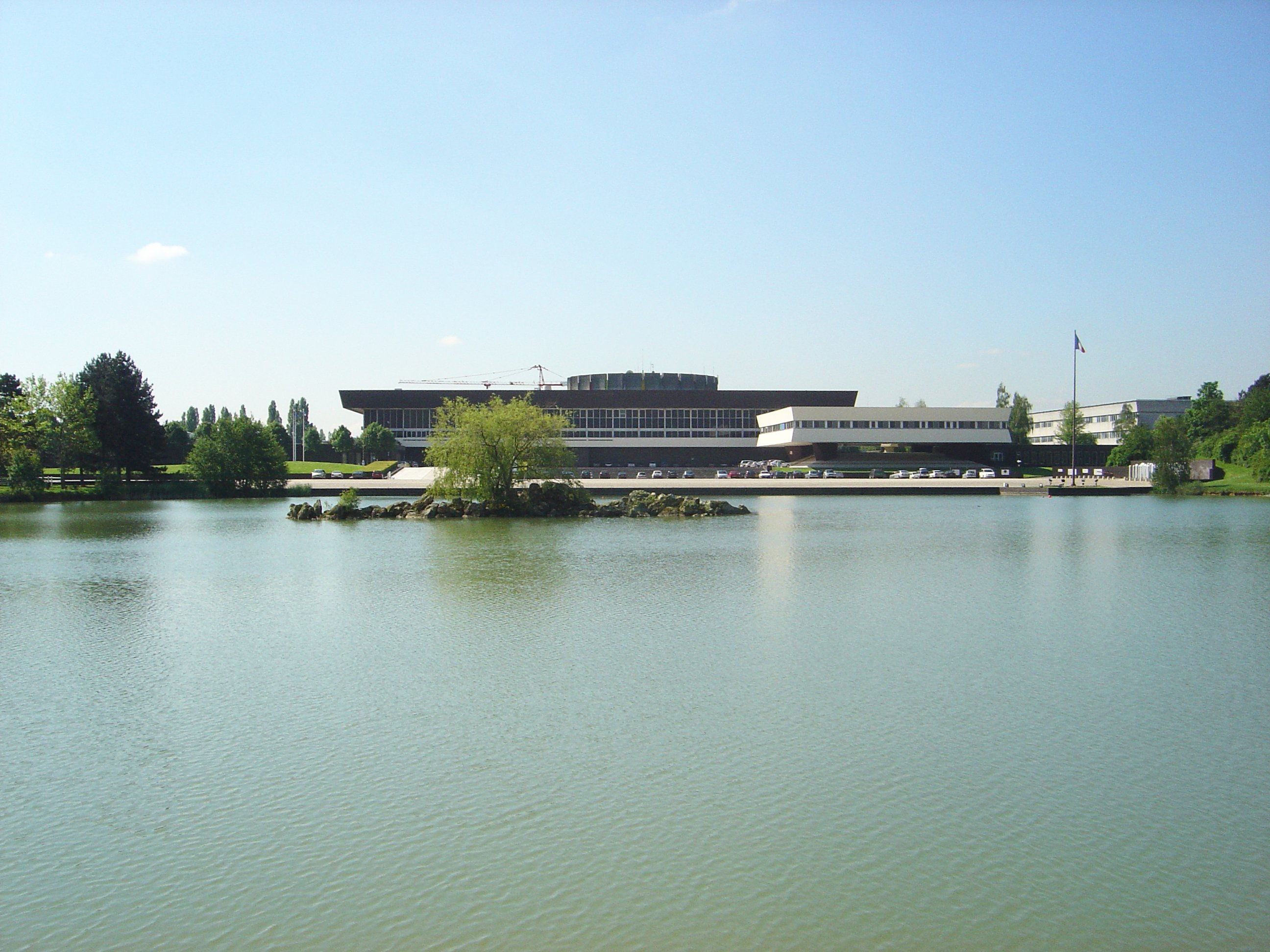
École Polytechnique

Brocard uczęszczał do École Polytechnique w latach 1865–1867.
Po skończeniu edukacji, jak to było w zwyczaju w jego czasach, został oficerem we francuskiej armii, zreorganizowanej w 1866. Pracował jako meteorolog i technik we Francuskiej Marynarce Wojennej. Przez krótki czas nauczał w Montpellier.
Kiedy Napoleon III wypowiedział wojnę Prusom Brocard był jednym z 120 000 żołnierzy pod dowództwem Patrice'a Mac-Mahona, którzy ruszyli pod Metz, by wspomóc armię francuską nad Renem. Gdy Francuzi zostali pokonani 31 sierpnia w bitwie pod Sedanem Brocard został wzięty do niewoli wraz z 83 000 innych żołnierzy.

### Dojrzałe lata
Po uwolnieniu Brocard powrócił do wojska i kontynuował nauczanie. Publikował także artykuły w najsłynniejszym czasopiśmie matematycznym tamtych czasów Nouvelles Correspondances Mathématiques (zwanym także Nouvelles annales mathématiques). W 1873 roku dołączył do stowarzyszenia matematyków Société Mathématique de France. W 1875 został wprowadzony do Francuskiego Stowarzyszenia Rozwoju Nauki i do Francuskiego Stowarzyszenia Meteorologicznego. Niedługo potem został wysłany do północnej Afryki, gdzie służył jako technik przy francuskiej armii stacjonującej w Algierze. Podczas swojego pobytu Brocard ufundował Instytut Meteorologiczny w Algierze. Brocard odwiedził także okupowany przez Francuzów Oran.

#### Odkrycie punktów Brocarda
Podczas spotkania Francuskiego Stowarzyszenia Rozwoju Nauki Brocard zaprezentował własnoręcznie napisany artykuł zatytułowany Etudes d'un nouveau cercle du plan du triangle – była to jego pierwsza praca o punktach Brocarda, trójkącie Brocarda i okręgu Brocarda.

### Późne lata
W 1884 Brocard wrócił do Francji. Przez jakiś czas pracował w Komisji Meteorologicznej w Montpellier, następnie przeniósł się do Genoble, a ostatecznie zamieszkał w Bar-le-Duc. W 1910 przeszedł na wojskową emeryturę mając stopień podpułkownika. Jego główne publikacje to Notes de bibliographie des corbes géométriques (1897, 1899, wydana w dwóch tomach) i Courbes géométriques remarkables (1920, pośmiertnie 1967, także dwutomowe) Courbes géométriques remarkables została napisana wspólnie z T. Lemoyne.
Brocard uczestniczył w międzynarodowych spotkaniach matematyków w Zurychu w 1897, Paryżu w 1900, Heidelbergu w 1904, Rzymie w 1908, Cambridge w 1912 i Strasburgu w 1920.
Brocard spędził ostatnie lata życia w Bar-le-Duc. Zaoferowano mu prezesostwo w stowarzyszeniu Letters, Sciences, and Arts Society, którego był długotrwałym członkiem, ale odmówił przyjęcia tego stanowiska. Zmarł 16 stycznia 1922 podczas podróży do Kensington w Londynie.

## Osiągnięcia

### Trójkąt Brocarda, Okrąg Brocarda i Punkty Brocarda

Punkty Brocarda

Najbardziej znane odkrycia Brocarda to punkty Brocarda, okrąg Brocarda i trójkąt Brocarda. Pierwszy punkt Brocarda w euklidesowym trókącie to punkt, w którym trzy kąty utworzone przez wierzchołki i punkt Brocarda są równe. Okrąg trójkąta to okrąg o średnicy będącej odcinkiem pomiędzy symedianą a środkiem okręgu opisanego na trójkącie. Zawiera w sobie punkty Brocarda. Trójkąt Brocarda to trójkąt utworzony przez punkt będący na przecięciu dwóch prostych przechodzących przez wierzchołek trójkąta i punkt Brocarda. Kolejne dwa punkty tworzy się używając różnych kombinacji wierzchołków i punktów Brocarda. Trójkąt Brocarda jest wpisany w koło Brocarda.

### Inne matematyczne osiągnięcia
Brocard publikował różne prace o matematyce podczas swojego pobytu w Bar-le-Duc, ale żadna nie stała się tak znana jak Etudes d'un nouveau cercle du plan du triangle. Jedna z jego prac jest znana jako skrót DALG, wymieniony w artykule Gérarda Desargues’a. Prawdopodobny pełny tytuł to Des Argues, Lyonnais, Géometre.

### Meteorologia
Brocard nie dokonał żadnych istotnych odkryć w meteorologii, ufundował za to Instytut Meteorologiczny w Algierze i przez pewien czas służył jako technik meteorolog we francuskiej armii. Opublikował także kilka prac na temat tej dziedziny nauki.